# Термінал ЗПГ Калінінград
Термінал ЗПГ Калінінград –  інфраструктурний об’єкт для ввезення зрідженого природного газу у Калінінградській області Росії, введення якого в експлуатацію припало на 2019 рік.
Калінінградська область протягом багатьох десятиліть отримувала природне паливо по трубопроводу. Втім, останній проходить транзитом по території Литви, тому російська влада, що готувалась до конфронтації з іншими країнами, ухвалила рішення уможливити доставку до Калінінградської області природного газу у зрідженому вигляді. При цьому обрали схему із використанням плавучої установки зі зберігання та регазифікації, що могла б використовуватись як ЗПГ-танкер у випадку відсутності потреби в роботі терміналу.
В межах проекту за 5 км від берегу в районі з глибиною моря 19 метрів облаштували причальний комплекс, який надає можливість приймати великі газовози. Основною спорудою комплексу є хвилелам вигнутої форми завдовжки 728 метрів, що виконаний із 20 тисяч залізобетонних блоків-тетраподів вагою від  8 до 25 тон та каменів вагою до 6 тон. Стійкість цій споруді придають 29 заповнених щебенем металевих циліндрів діаметром 20 метрів, висотою 21 метр та вагою понад 200 тон кожний. Під прихистком хвилеламу знаходиться швартовочно-розвантажувальна платформа завдовжки 126 метрів, яка потребувала 177 паль.
Видача регазифікованої продукції відбувається по перемичці завдовжки 13 км, яка неподалік від Калінінградського підземного сховища газу сполучається із відгалуженням від газопроводу Калінінград – Краснознаменськ.
Номінальна пропускна здатність терміналу визначена на рівні 3,7 млрд м3 на рік.
Для обслуговування терміналу спорудили плавучу установку зі зберігання та регазифікації «Маршал Василевский».